# ...e dopo cadde la neve
...e dopo cadde la neve è un film del 2005 diretto da Donatella Baglivo e incentrato sul terremoto dell'Irpinia del 1980.
Il film segue la vita delle persone prima e dopo il terremoto, illustrando l'impronta che la scossa lascia nei superstiti.